# Albert Pflügl
Albert Pflügl, mit vollständigem Namen Albert Karl Dismas von Pflügl (* 24. Januar 1818 in Linz; † 5. März 1886 in Peuerbach) war ein römisch-katholischer Priester und Abgeordneter zum Österreichischen Abgeordnetenhaus.

## Leben
Albert Pflügl war Sohn des Kaufmanns Karl Edler von Pflügl († 1846). Er besuchte ab 1827 ein Gymnasium in Linz, ging danach auf ein Priesterseminar in Linz und hatte im Jahr 1841 seine Priesterweihe. Im selben Jahr 1841 wurde er Kooperator in Lauffen (Gemeinde Ischl), ab 1842 war er Kooperator und Pfarrprovisor in Eferding und ab 1844 Kooperator an der Stadtpfarrkirche Linz. Ab 1848 war er auch journalistisch tätig. Im Jahr 1848 gründete er die Zeitschrift „Kapitel-Bote“ in Wels und das „Volksblatt für Religion und Gesetz“ in Linz mit. Von 1849 bis 1850 war er Redakteur der „Katholischen Blätter“ in Linz. Im Jahr 1850 wurde er Pfarrer in St. Georgen im Attergau, ab 1851 auch Dechant des Dekanats Frankenmarkt und ab 1883 war er Pfarrer und Dechant in Peuerbach.
Im Jahr 1858 erhielt er das Goldene Verdienstkreuz mit der Krone. Er hatte den Titel Päpstlicher Kammer- und Konsistorialrat und war ab 1883 Ehrendomherr. Er war Ehrenbürger von Straß im Attergau, Eggenberg bei Frankenmarkt, St. Georgen im Attergau, Weyregg am Attersee und Atzbach.
Albert Pflügl war von 1864 bis 1883 Mitglied im Oberösterreichischen Landtag (I., III., IV., V., VI. Wahlperiode), als Abgeordneter der Landgemeinden (Wahlbezirk Vöcklabruck). Im Jahr 1871 war er auch im Landesausschuss.
Er starb am 5. März 1886 im Alter von 68 Jahren an einer Entartung der Unterleibsorgane.
Er war römisch-katholisch und blieb zeit seines Lebens ledig.

## Politische Funktionen
Albert Pflügl war vom 4. November 1873 bis zum 23. April 1885 Abgeordneter des Abgeordnetenhauses im Reichsrat (V. und VI. Legislaturperiode) und war dort für die Kurie Oberösterreich, Landgemeinden 6 (Wels, Lambach, Vöcklabruck, Schwanenstadt, Mondsee, Frankenmarkt) zuständig.

## Klubmitgliedschaften
Albert Pflügl war ab 1873 Mitglied im Klub des rechten Zentrums und ab dem 19. November 1881 im katholisch-konservativen Zentrum-Klub.